# SUNNY TIME
『SUNNY TIME』（サニータイム）は、2022年8月6日からKBS京都テレビで放送されている生放送の情報番組である。

## 概要
土曜午前にSUNNY TIME（陽気で明るい時間）を、各地からの中継や週替わりのコーナーなどを中心に届ける生放送情報番組。
2022年7月23日まで放送されていた『週末ライブ キモイリ!』の後継番組として放送開始。
MC以外の一部の出演者、一部のコーナーは、「キモイリ!」より続投・継続されている。

## 放送時間
- 土曜日 10:30 - 11:55

年末（最終週）・年始（初週）・夏の高校野球の予備日設定日は放送休止となる。

## 出演者
MC以外の出演者は「週末ライブ キモイリ!」より続投。

### MC
- 杉浦太陽（俳優）
- 三浦茉莉（フリーアナウンサー）

杉浦の欠席時の代打MC
- やのぱん
- 増田英彦（ますだおかだ）
- 森脇健児

### コメンテーター
以下から1名が週替わりで出演。
- ジェフ・バーグランド（タレント・京都外国語大学教授）
- 三木大雲（蓮久寺住職）
- 山田涼子（グルメライター・国語講師）
- 角田龍平（弁護士）
- 村瀬哲史（予備校講師・タレント）
- 詩歩（絶景プロデューサー）
- 松尾翠（元フジテレビアナウンサー・現在はフリー）

### サニタイリポーター（中継）
以下のメンバーが週替わりで中継コーナーを担当。
- 森脇健児
- やのぱん
- アルミカン（マッチョ赤阪・さおりん）
  - 「サニー！サニー！サンガ！」のリポーターも兼任している。
- 矢野みなみ
- 中西花

### サニーキッチン
「サニーキッチン」のコーナーがある週は、以下から1名が出演。
- いとうまり（おばんざい教室講師）
- 西村秋保（料理研究家）
- 大杉元則（イタリアンシェフ）
- 中平泰正（フレンチシェフ）
- 藤岡敦子（日本紅茶協会認定ティーインストラクター）
- 和田久美（こんにゃく料理研究家）

### その他 コーナー出演者
- 原日出子（女優）
- コタツはん（京都出身・在住のYouTuber）

以下のメンバーは全て松竹芸能所属である。
- 去来川奈央（フリーアナウンサー）- 村瀬哲史の冠コーナーにロケ帯同している。
  - 前番組ではアシスタントを担当していた。
- 清水綾音（タレント）- 様々なテーマに沿った不定期VTRコーナーのリポーターとして登場。

## 主なコーナー
「★」は「週末ライブ キモイリ!」より継続。
サニーなひと時
杉浦太陽・三浦茉莉・コメンテーター（ゲスト）による「ひと時」な出来事を写真撮影し、その出来事についてコメントするプチコーナー。
中継コーナー
森脇健児のじゃんけんケンちゃん！！★
森脇健児の中継コーナー。プレゼントを獲得するため、森脇健児がお店の方とじゃんけん3本勝負。森脇が勝てばお店がプレゼントを提供、敗ければ代金は森脇の自腹となる。
アルミカンの湯けむり温泉宿巡り♥ ★
アルミカンの中継コーナー。温泉ソムリエと銭湯検定3級の資格を持つアルミカンが、関西の温泉宿を紹介する。
やのぱんの何が出るかな？ 値切ってなんぼ！？★
やのぱんの中継コーナー。店で割引のシールを貼ったサイコロを振って、やのぱんが商品を値切るコーナー。番組終了後、店で「サニータイムを見た！」と言えば割引になる。
スタジオコーナー
杉浦太陽のドハマリ！
杉浦太陽が今はまっていること、今後ハマるんじゃないか？ということを、なんでも楽しんでやっていこうというコーナー。
京都エキスパート
三浦茉莉が、さまざまな分野のエキスパートに独自の目線で京都を案内してもらうコーナー。
原日出子の京さんぽ★
京都大好きな原日出子が、京都の通りをぶらり散歩するコーナー。平日午前11:00 - 11:25にも単独番組として、過去のものも再編集して放送されている。ナレーションは森谷威夫（KBS京都アナウンサー）。
コレって、SDGs？★
持続可能な社会の実現に向けて取り組みを行っている京都の企業や団体を紹介するコーナー。
京セラpresents 京都サンガF.C. 選手応援企画「サニー！サニー！サンガ！」★
コーナータイトルを変更し継続。京都サンガF.C.の試合を振り返りながら、チームの選手紹介やインタビュー、子どもたちのリフティングチャレンジなどでチームを盛り上げるコーナー 。番組終了後にYouTubeにて配信される（選手インタビューは本放送ではOAされなかった未公開分を含めた完全版として）。
コタツはんのちょっとよろしおす？★
京都のユーチューバー、コタツはんが、街に繰り出し出会った人々についていったり、おじゃましたりするコーナー。
サニーキッチン★
コーナータイトルを変更し継続。各分野の料理の先生が、簡単でおいしい料理を紹介するコーナー。
太陽、京都で麺食らう。
杉浦太陽が京都の話題のラーメン店を訪れるコーナー。2024年11月より毎月第1水曜22:00 - 22:25に再編集したものが単独番組として放送されている。
コメンテーターコーナー
村瀬哲史のガッ地理！雑学マップ！★
地理はもちろん歴史や豆知識まで、東進ハイスクールの地理講師、村瀬哲史が京都の歴史・場所等に纏わる雑学をクイズを交えながら紐解いていくコーナー。
2023年10月より「村瀬哲史の京都ガッ地理！クイズ」として、毎月最終水曜22:00 - 22:25に前番組時代のVTRを含め再編集して放送されている。
三木大雲の怪談説法★
怪談住職、蓮久寺の三木大雲が少しひんやりする怪談と説法をするコーナー。
のんべぇライターの行きつけごはん★
のんべぇライターの山田涼子が行きつけの店を紹介するコーナー。生中継で「"生"行きつけごはん」として放送される場合もある。
絶景かな！フォトジェニックな旅★
絶景プロデューサーの詩歩が、絶景を求めて“映える"写真を撮影しながらフォトジェニックな旅を提案するコーナー。
弁護士 角田龍平のそれってどやねん！？★
元芸人の現役弁護士・角田龍平が、世の中の“それってどやねん!?”という事件や出来事を考えていくコーナー。
ジェフの交YOU録★
京都外国語大学教授のジェフ・バーグランドが、京都を愛し京都で活動する外国人にスポットを当てるコーナー。
海と日本プロジェクト in 京都★

## タイムテーブル
生放送のため、放送時間は目安。また、週によって若干構成が変更になる場合がある。
| 時刻  | 放送内容                                              |
| ----- | ----------------------------------------------------- |
| 10:30 | オープニング                                          |
| 10:33 | サニーなひと時                                        |
| 10:35 | 中継枠(1)                                             |
| 10:42 | メールテーマ募集                                      |
| 10:45 | 週替わりコーナー(1)（主にコメンテーターの冠コーナー） |
| 10:55 | 中継枠(2)                                             |
| 11:05 | 週替わりコーナー(2)                                   |
| 11:20 | 週替わりコーナー(3)                                   |
| 11:35 | 中継枠(3)                                             |
| 11:47 | インフォメーション                                    |
| 11:50 | エンディング                                          |
| 11:53 | ステーションブレイク                                  |